# Virgilio Saquicela
Javier Virgilio Saquicela Espinoza (Azogues, 8 de julio de 1972) es un abogado y político ecuatoriano. Fue el Presidente de la Asamblea Nacional del Ecuador, desde mayo de 2022 hasta mayo de 2023.
Fue alcalde de Azogues, entre 2014 y 2019. Ha sido una figura controversial en la política, particularmente por comentarios realizados en 2016 en que habló a favor de actos de violencia contra las mujeres.

## Biografía
Nació el 8 de julio de 1972, en la ciudad ecuatoriana de Azogues.
Realizó su formación primaria y secundaria en su pueblo natal, mientras que los superiores los realizó en la Universidad de Cuenca, donde obtuvo el título de abogado.
Ingresó a la política tras ser elegido en 2004 como concejal de Azogues, cargo al que llegó en representación del movimiento Pachakutik. Para las elecciones seccionales de 2009 se presentó como candidato a la prefectura de la provincia de Cañar por Pachakutik, pero fue derrotado por Santiago Correa, perteneciente al movimiento oficialista Alianza PAIS.
En las elecciones seccionales de 2014 fue elegido alcalde Azogues por el movimiento CREO. Su tiempo en la alcaldía es recordado por la construcción del Complejo comercial de la ciudad y por la realización de varios conciertos pagados con fondos públicos durante las fiestas cantonales, entre ellos de artistas internacionales como Luis Fonsi, Carlos Vives o Chino y Nacho. En elecciones de 2019 intentó ser reelecto al cargo, pero fue derrotado por una estrecha diferencia por Romel Sarmiento, candidato del Partido Social Cristiano. Luego de perder la alcaldía fue nombrado Defensor del Pueblo de Cañar.

### Asamblea Nacional
Fue electo asambleísta en las elecciones legislativas de 2021, en representación de Cañar, por el movimiento Democracia Sí. Fue posesionado el 14 de mayo del mismo año. Al día siguiente, fue elegido primer vicepresidente de la Asamblea Nacional con 71 votos a favor, que vinieron de las filas de los asambleístas independientes y los movimientos CREO y Pachakutik. Un mes después se unió a la bancada legislativa Acuerdo Nacional, del movimiento oficialista CREO.
El 31 de mayo de 2022, tras la moción de destitución de Guadalupe Llori, y aprobada esta, Saquicela como primer vicepresidente le sustituye como presidente del Legislativo; siendo posesionado por el asambleísta Darwin Pereira.
El 17 de mayo de 2023, a tempranas horas de la mañana, el presidente Guillermo Lasso firmó el Decreto Ejecutivo 741, en el que activó el artículo 148 de la Constitución Nacional, denominado «muerte cruzada», argumentando en su decreto «grave crisis política y conmoción interna»; disolviendo la Asamblea Nacional y convocando a elecciones presidenciales y legislativas extraordinarias.
En las elecciones legislativas de 2023, quiso ser reelegido por el Partido Socialista Ecuatoriano, aunque sin éxito.

## Controversias
En 2016, cuando aun era alcalde de Azogues, un audio de Saquicela filtrado en redes sociales causó controversia y fue condenado por grupos a favor de los derechos de las mujeres. En el audio, Saquicela afirmaba:

Yo soy de los que pienso que cuando una mujer se porta mal le voy pateando a una mujer aunque les suene raro. Yo no tengo ningún inconveniente.

Durante una sesión del Consejo de Administración Legislativa que tuvo lugar el 6 de abril de 2022, Saquicela le gritó al secretario de la Asamblea luego de que este le dijera que no estaba facultado para cambiar el orden del día de la reunión. Producto de este incidente, la bancada del Acuerdo Nacional anunció la expulsión de Saquicela de la misma, afirmando que lo hacía «por su proceder irregular, ilegal y antidemocrático en el Consejo de Administración Legislativa».